# جو غارتن
جو غارتن (بالإنجليزية: Joe Garten)‏ هو لاعب كرة قدم أمريكية ولاعب كرة قدم كندية أمريكي، ولد في 13 أغسطس 1968.